# KBS119상
KBS119상은 KBS가 국민의 안전을 위해 헌신한 소방공무원에게 수여하는 상이다.

## 연혁

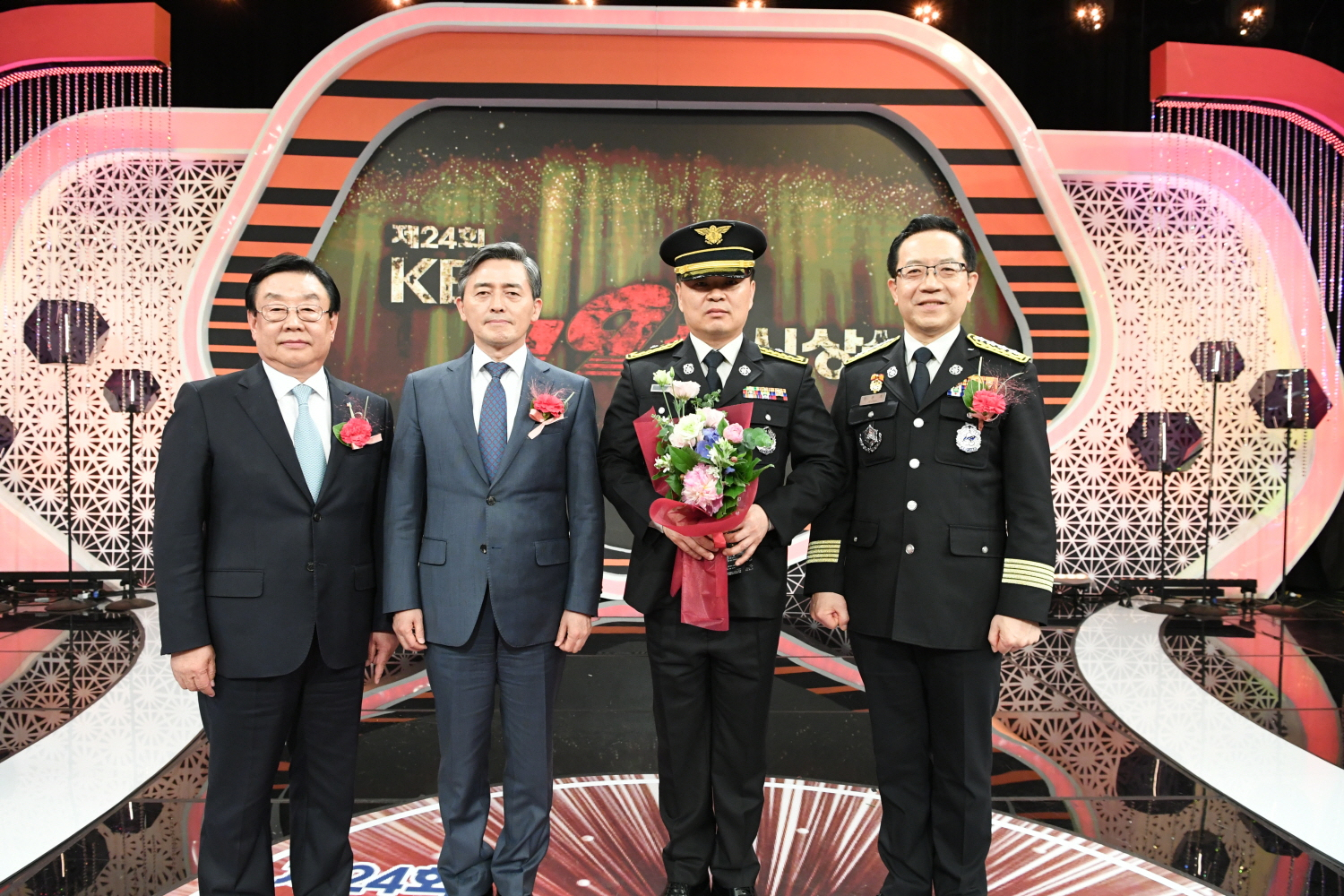
제24회 KBS119상 시상식(KBS 사장 양승동, 소방청장 정문호)

1995년 삼풍백화점 붕괴사고 때 인명구조 활동에 헌신한 구조대원, 구급대원, 소방관 등을 격려하고 국민 안전의식을 고취시키기기 위하여 KBS가 1996년 공사창립 일을 맞아 제정하였다. 
KBS가 주관하고 소방청이 후원과 DB손해보험에서 협찬하여 매년 시상식이 개최된다. 수상자는 1계급 특별승진에다 수상자 부부 격려 해외문화탐방의 기회가 부여된다(2020년 제25회부터 특별승진 제도가 폐지되었음).
1996년부터 2019년까지 총 24회 동안 재난현장에서 활동하고 있는 구조대원, 구급대원, 생활안전원 등 512명이 상을 수상하였으며, 미국 CNN, 영국 BBC, 일본 NHK 등 다른나라 방송사에서는 찾아볼 수 없는 시상식이다.

## 역대 시상식
제13회
2008. 6. 3(화) 14:10 KBS TV 공개홀에서 최성룡 소방방재청장을 비롯한 수상자 및 가족, 소방공무원 등 500여명이 참석한 가운데 개최되었다. 대상 1명, 본상 19명, 봉사상 1명, 공로상 1명과 특별상 1명 등 총 23명(개인 22, 단체 1)이 재난 현장에서 긴급구조 및 사회봉사 활동에 기여한 공로로 수상하였다. 수상자중 본상 및 대상 수상자는 1계급 특진 및 본상 300만원, 대상 500만원의 시상금과 함께 4박5일의 부부동반 해외여행 기회가 부여되었다.
대상 및 본상
| 시‧도 | 소 속          | 계 급      | 성 명  | 비고     |
| ----- | -------------- | ---------- | ------ | -------- |
| 중앙  | 119구조대      | 소방교     | 신병문 | 공동대상 |
| 서울  | 광진소방서     | 지방소방교 | 황재국 |          |
| 서울  | 영등포소방서   | 지방소방교 | 임미현 | 대상     |
| 부산  | 부산진소방서   | 지방소방교 | 문재동 |          |
| 대구  | 달성소방서     | 지방소방교 | 남주연 |          |
| 인천  | 남동소방서     | 지방소방교 | 유선경 |          |
| 광주  | 서부소방서     | 지방소방교 | 류금용 |          |
| 대전  | 북부소방서     | 지방소방교 | 문정신 |          |
| 울산  | 온산소방서     | 지방소방교 | 이종무 |          |
| 경기  | 소방항공대     | 지방소방교 | 송광진 |          |
| 경기  | 양평소방서     | 지방소방교 | 송구식 |          |
| 경기  | 의정부소방서   | 지방소방교 | 권행덕 |          |
| 강원  | 강릉소방서     | 지방소방교 | 권순빈 |          |
| 충북  | 청주동부소방서 | 지방소방교 | 이용우 |          |
| 충남  | 당진소방서     | 지방소방교 | 이회진 |          |
| 전북  | 전주덕진소방서 | 지방소방교 | 유현영 |          |
| 전남  | 영광소방서     | 지방소방교 | 조경애 |          |
| 경북  | 상주소방서     | 지방소방교 | 이종환 |          |
| 경남  | 통영소방서     | 지방소방교 | 김민규 |          |
| 제주  | 서부소방서     | 지방소방교 | 윤승환 |          |

기타상
| 종류   | 훈격           | 수상                            |
| ------ | -------------- | ------------------------------- |
| 봉사상 | 소방방재청장상 | 부산소방본부                    |
| 특별상 | 동부화재사장   | 안양소방서 119구조대장 이은환   |
| 공로상 | 소방방재청장상 | 대불대학교 소방학부 교수 김광수 |

제14회
제14회 ‘KBS 119상’ 시상식이 2009. 4. 21(화) 14:10 KBS TV 공개홀에서 최성룡 소방방재청장, 수상자 및 가족, 소방공무원 등 500여명이 참석한 가운데 열렸다다. 대상 1명, 본상 19명, 봉사상 1명, 공로상 1명과 특별상 1명 등 총 23명(개인 21, 단체 2)이 각종 재난 현장에서 구조·구급 및 사회봉사 활동에 기여한 공로로 수상하였다. 수상자 대상 및 본상 수상자인 소방공무원들은 1계급 특진과 본상 300만원, 대상 500만원의 시상금과 함께 4박5일의 부부동반 해외여행 기회가 주어졌다.
대상 및 본상
| 시도   | 소속           | 계급       | 성명   | 근무분야 | 비고 |
| ------ | -------------- | ---------- | ------ | -------- | ---- |
| 국가직 | 중앙119구조대  | 소방장     | 공병홍 | 구조     |      |
| 서울   | 동대문소방서   | 지방소방교 | 정찬표 | 구조     |      |
| 서울   | 동작소방서     | 지방소방사 | 권혁   | 구급     |      |
| 부산   | 특수구조대     | 지방소방교 | 박홍출 | 구조     |      |
| 대구   | 달성소방서     | 지방소방장 | 전수열 | 구조     |      |
| 인천   | 공단소방서     | 지방소방교 | 김동희 | 구조     |      |
| 광주   | 남부소방서     | 지방소방교 | 김명곤 | 구조     |      |
| 대전   | 대전중부소방서 | 지방소방장 | 고택훈 | 구조     |      |
| 울산   | 울산남부소방서 | 지방소방교 | 박동철 | 구급     |      |
| 경기   | 안산소방서     | 지방소방장 | 김병식 | 구조     |      |
| 경기   | 용인소방서     | 지방소방사 | 김은주 | 구급     |      |
| 경기   | 일산소방서     | 지방소방교 | 문대영 | 구급     |      |
| 강원   | 동해소방서     | 지방소방교 | 임덕성 | 구급     |      |
| 충북   | 진천소방서     | 지방소방교 | 김응현 | 구조     |      |
| 충남   | 서산소방서     | 지방소방교 | 조정상 | 구조     |      |
| 전북   | 전주덕진소방서 | 지방소방교 | 박옥분 | 구급     |      |
| 전남   | 목포소방서     | 지방소방교 | 김호선 | 구급     | 대상 |
| 경북   | 칠곡소방서     | 지방소방교 | 김종원 | 구급     |      |
| 경남   | 진주소방서     | 지방소방교 | 김대일 | 구조     |      |
| 제주   | 동부소방서     | 지방소방교 | 김성숙 | 구조     |      |

기타상
| 종류   | 훈격           | 수상                               |
| ------ | -------------- | ---------------------------------- |
| 봉사상 | 소방방재청장상 | 한국국제협력단                     |
| 특별상 | 동부화재사장   | 서울소방악대                       |
| 공로상 | 소방방재청장상 | 경기소방재난본부 지방소방령 이재열 |

제15회
제15회 KBS119상 시상식이 2010년 4월 27일 오후 2시10분 KBS TV 공개홀에서 박연수 소방방재청장을 비롯한 수상자 및 가족, 소방공무원 등 500여명이 참석한 가운데 개최되었다. 대상 1명 및 본상 19명과 봉사상, 공로상, 특별상 등 총 24명(개인 21, 단체 3)이 각종 재난현장에서 구조·구급활동에 기여한 공로를 인정받아 수상하였다. 대상은 지난 2008년도 1월 이천 GS물류창고 화재현장에서 화상을 입고 치료중인 중앙119구조대 김진태 대원에게 돌아갔다.
대상 및 본상
| 시 ․ 도 | 소 속           | 계 급      | 성 명      | 비 고 |
| ------- | --------------- | ---------- | ---------- | ----- |
| 중앙    | 중앙119 구조대  | 소방장     | 김진태     | 대 상 |
| 서울    | 소방재난본부    | 지방소방교 | 김삼열     | 본 상 |
| 서울    | 동작 소방서     | 지방소방교 | 김재일     | 〃    |
| 부산    | 북부 소방서     | 지방소방장 | 한상문     | 〃    |
| 대구    | 중부 소방서     | 지방소방장 | 박순관     | 〃    |
| 인천    | 중부 소방서     | 지방소방교 | 신경섭     | 〃    |
| 광주    | 광산 소방서     | 지방소방교 | 김은수     | 〃    |
| 대전    | 북부 소방서     | 지방소방교 | 우은영(女) | 〃    |
| 울산    | 중부 소방서     | 지방소방교 | 윤한희     | 〃    |
| 경기 1  | 화성 소방서     | 지방소방교 | 최종민     | 〃    |
| 경기 1  | 평택 소방서     | 지방소방사 | 황성훈     | 〃    |
| 경기 2  | 가평 소방서     | 지방소방교 | 최희준     | 〃    |
| 강원    | 정선 소방서     | 지방소방교 | 최영환     | 〃    |
| 충북    | 음성 소방서     | 지방소방교 | 이재성     | 〃    |
| 충남    | 공주 소방서     | 지방소방교 | 구미정(女) | 〃    |
| 전북    | 부안 소방서     | 지방소방교 | 채상수     | 〃    |
| 전남    | 나주 소방서     | 지방소방교 | 주상국     | 〃    |
| 경북    | 포항북부 소방서 | 지방소방교 | 문연도     | 〃    |
| 경남    | 사천 소방서     | 지방소방장 | 최태술     | 〃    |
| 제주    | 제주 소방서     | 지방소방교 | 김동욱     | 〃    |

기타상
| 종류   | 훈격           | 수상                                              |
| ------ | -------------- | ------------------------------------------------- |
| 봉사상 | 소방방재청장상 | 사단법인 대한응급구조사협회                       |
| 특별상 | 동부화재사장   | 중앙119구조대 항공팀 서울특별시 소방항공대        |
| 공로상 | 소방방재청장상 | 외교통상부 개발협력국 인도지원과 3등서기관 김영미 |

제16회
제16회『KBS119상』 시상식이 2011년 4월 14일 오후 2시10분 KBS TV 공개홀에서 박연수 소방방재청장을 비롯한 수상자 및 가족, 소방공무원 등 600여명이 참석한 가운데 개최되었다. 이날 시상식에서는 대상 1명 및 본상 19명과 봉사상, 공로상, 특별상 등 총 24명(개인 21, 단체 3)이 재난현장에서 구조·구급활동에 기여한 공로를 인정받아 수상을 하였다. 대상은 지난 2006년 6월 경기도 수원의 심정지 환자에 대하여 심폐소생술을 실시, 호흡 및 맥박을 회복시키는 등 총 6명의 심정지환자를 소생시킨 경기도 안양소방서 손정원이 수상하였다.
대상 및 본상
| 시․도 | 소 속          | 계 급  | 성 명  | 분 야    | 비 고 |
| ----- | -------------- | ------ | ------ | -------- | ----- |
| 중앙  | 중앙119구조단  | 소방장 | 이재칠 | 구조     | 본상  |
| 서울  | 노원소방서     | 소방교 | 정해성 | 구조     | 〃    |
| 서울  | 광진소방서     | 소방사 | 김유미 | 구급(女) | 〃    |
| 부산  | 강서소방서     | 소방교 | 하준수 | 구조     | 〃    |
| 대구  | 중부소방서     | 소방장 | 박유근 | 구조     | 〃    |
| 인천  | 서부소방서     | 소방장 | 신송철 | 구조     | 〃    |
| 광주  | 광산소방서     | 소방교 | 박종석 | 구조     | 〃    |
| 대전  | 남부소방서     | 소방교 | 전우창 | 구조     | 〃    |
| 울산  | 중부소방서     | 소방사 | 김삼진 | 구급     | 〃    |
| 경기1 | 수원소방서     | 소방교 | 엄부흠 | 구조     | 〃    |
| 경기1 | 안양소방서     | 소방사 | 손정원 | 구급     | 대상  |
| 경기2 | 의정부소방서   | 소방사 | 김영주 | 구급     | 본상  |
| 강원  | 동해소방서     | 소방사 | 강창훈 | 구급     | 〃    |
| 충북  | 청주동부소방서 | 소방장 | 김태효 | 구조     | 〃    |
| 충남  | 아산소방서     | 소방장 | 이동원 | 구조     | 〃    |
| 전북  | 전주완산소방서 | 소방교 | 윤형완 | 구급     | 〃    |
| 전남  | 여수소방서     | 소방장 | 김복수 | 구급     | 〃    |
| 경북  | 상주소방서     | 소방교 | 이정은 | 구급(女) | 〃    |
| 경남  | 소방본부항공대 | 소방장 | 김성옥 | 구조     | 〃    |
| 제주  | 서부소방서     | 소방장 | 이동헌 | 구조     | 〃    |

#### 기타상
| 종류   | 훈격           | 수상                                            |
| ------ | -------------- | ----------------------------------------------- |
| 봉사상 | 소방방재청장상 | 사단법인 한국응급구조학회                       |
| 특별상 | 동부화재사장   | 경기도 안성소방서 인천중부소방서 연평의용소방대 |
| 공로상 | 소방방재청장상 | 국회사무처 김건태                               |

제17회
제17회『KBS119상』시상식이 2012년 4월 17일 오후 2시10분 KBS TV 공개홀에서 이기환 소방방재청장을 비롯한 수상자 및 가족, 소방공무원 등 500여명이 참석한 가운데 개최되었다. 대상 1명과 본상 19명, 봉사상, 공로상, 특별상 등 총 24명(개인 23, 단체 1)이 재난현장에서 구조·구급활동에 기여한 공로를 인정받아 수상하였다. 대상은 2011년도 3월 일본대지진 및 7월 우면산 산사태 사고현장에서 인명구조 활동을 전개한 서울 특수구조대 박광일 대원이 수상하였다.
대상 및 본상
| 시도     | 소속                    | 계급       | 성명   | 분야     | 비고 |
| -------- | ----------------------- | ---------- | ------ | -------- | ---- |
| 중앙     | 긴급기동팀              | 소방교     | 이병남 | 구조     | 본상 |
| 서울     | 서울특별시119특수구조단 | 지방소방장 | 박광일 | 구조     | 대상 |
| 서울     | 은평소방서              | 지방소방교 | 황윤희 | 구급(여) | 본상 |
| 부산     | 동래소방서              | 지방소방장 | 박장희 | 구급     | 〃   |
| 대구     | 북부소방서              | 지방소방교 | 권진만 | 구급     | 〃   |
| 인천     | 부평소방서              | 지방소방교 | 이효진 | 구급     | 〃   |
| 광주     | 동부소방서              | 지방소방장 | 서규성 | 구급     | 〃   |
| 대전     | 중부소방서              | 지방소방교 | 엄병길 | 구급     | 〃   |
| 울산     | 남부소방서              | 지방소방장 | 고선동 | 구조     | 〃   |
| 경기1    | 광주소방서              | 지방소방사 | 가기혁 | 구조     | 〃   |
| 경기북부 | 파주소방서              | 지방소방사 | 이창희 | 구조     | 〃   |
| 강원     | 속초소방서              | 지방소방장 | 김만하 | 구조     | 〃   |
| 충북     | 충주소방서              | 지방소방교 | 이미경 | 구급(여) | 〃   |
| 충남     | 천안서북소방서          | 지방소방교 | 서기남 | 구급(여) | 〃   |
| 전북     | 무진장소방서            | 지방소방장 | 신성환 | 구조     | 〃   |
| 전북     | 남원소방서              | 지방소방교 | 박성준 | 구조     | 〃   |
| 전남     | 순천소방서              | 지방소방교 | 최덕용 | 구조     | 〃   |
| 경북     | 경산소방서              | 지방소방장 | 김창득 | 구조     | 〃   |
| 경남     | 밀양소방서              | 지방소방장 | 손규승 | 구급     | 〃   |
| 제주     | 서부소방서              | 지방소방교 | 백종민 | 구급     | 〃   |

기타상
| 종류   | 훈격           | 수상                                                              |
| ------ | -------------- | ----------------------------------------------------------------- |
| 봉사상 | 소방방재청장상 | 아주대학교병원 이국종 부교수                                      |
| 특별상 | 동부화재사장   | 울산소방본부 구조구급팀 전남소방본부 소방행정과 지방소방장 장승일 |
| 공로상 | 소방방재청장상 | 민주통합당 허윤정 보건복지 수석전문위원                           |

제18회
제18회 『KBS 119상』시상식이 18일 KBS TV 공개홀에서 열렸다.  시상식은 남상호 소방방재청장을 비롯한 수상자 및 가족, 소방공무원 등 420여명이 참석한 가운데 대상 1명과 본상 20명, 봉사상, 공로상, 특별상 등 총 25명(개인 22, 단체 3)이 공로를 인정받아 수상하였다. 대상은 지난 2013년 2월 1일 부산 중리해변에서 강한 돌풍으로 바위에 좌초된 제해호(3,026톤) 사고시 악천후 속에서도 선원 20명을 구조한 부산 항만소방서 남현도 대원이 수상하였다.
대상 및 본상
| 시․도          | 소속                     | 계급       | 성명   | 분야     | 비고 |
| -------------- | ------------------------ | ---------- | ------ | -------- | ---- |
| 국가직         | 중앙119구조단 행정지원팀 | 소방장     | 정광복 | 구조     |      |
| 서울특별시     | 종로소방서               | 지방소방장 | 백정현 | 구조     |      |
| 서울특별시     | 성북소방서               | 지방소방장 | 김만선 | 구급     |      |
| 부산광역시     | 항만소방서               | 지방소방장 | 남현도 | 구조     | 대상 |
| 대구광역시     | 달서소방서               | 지방소방장 | 변광길 | 구조     |      |
| 인천광역시     | 공단소방서               | 지방소방장 | 김선광 | 구조     |      |
| 광주광역시     | 광주서부소방서           | 지방소방교 | 박형주 | 구조     |      |
| 대전광역시     | 대전서부소방서           | 지방소방교 | 김동열 | 구조     |      |
| 울산광역시     | 남부소방서               | 지방소방교 | 김홍조 | 구급     |      |
| 세종특별자치시 | 조치원119안전센터        | 지방소방교 | 박은자 | 구급(여) |      |
| 경기도         | 오산소방서               | 지방소방장 | 이광식 | 구조     |      |
| 경기도         | 오산소방서               | 지방소방장 | 한명자 | 구급(여) |      |
| 경기북부       | 파주소방서               | 지방소방교 | 이희선 | 구급(여) |      |
| 강원도         | 속초소방서               | 지방소방장 | 최미선 | 구급(여) |      |
| 충청북도       | 진천소방서               | 지방소방장 | 정인환 | 구조     |      |
| 충청남도       | 보령소방서               | 지방소방교 | 박남수 | 구조     |      |
| 전라북도       | 전주완산소방서           | 지방소방장 | 서동원 | 구급     |      |
| 전라남도       | 목포소방서               | 지방소방장 | 신오복 | 구급(여) |      |
| 경상북도       | 영주소방서               | 지방소방장 | 강성희 | 구급(여) |      |
| 경상남도       | 항공구조구급대           | 지방소방장 | 김용정 | 구조     |      |
| 제주특별자치시 | 제주서부소방서           | 지방소방장 | 신용필 | 구조     |      |

기타상
| 종류   | 훈격           | 수상                                                 |
| ------ | -------------- | ---------------------------------------------------- |
| 봉사상 | 소방방재청장상 | 국립중앙의료원 중앙응급의료센터장 윤한덕             |
| 특별상 | 동부화재사장   | 중앙119구조단 기술지원팀 한국화재보험협회 계몽홍보팀 |
| 공로상 | 소방방재청장상 | 대한응급의료지도의사협의회                           |

제19회
대상
- 문도권(강원 119특수구조단)

본상
- 고정빈(중앙119구조본부)
- 김선제(서울 송파)
- 이인표(서울 송파)
- 김영실(부산 부산진)
- 박노욱(대구 수성)
- 김민영(인천 부평)
- 최근오(광주 서부)
- 임재만(대전 남부)
- 나흥주(울산 중부)
- 황순묵(경기 특수대응단)
- 김진영(경기 재난대응과)
- 남성일(경기 남양주)
- 이창원(충북 옥천)
- 김진현(충남 홍성)
- 염정길(전북 전주덕진)
- 채영섭(전남 순천)
- 안재찬(경북 상주)
- 성기현(경남 김해)
- 고병철(제주 제주)

기타상
| 종류   | 훈격           | 수상                                                                    |
| ------ | -------------- | ----------------------------------------------------------------------- |
| 봉사상 | 소방방재청장상 | 구급대원 전문술기과정 운영위원회                                        |
| 특별상 | 동부화재사장   | 한국원자력안전기술원 비상대책단 강원도 119특수구조단 소방항공구조구급대 |
| 공로상 | 소방방재청장상 | 한국국제협력단 다자협력인도지원실 과장 한애진                           |

제20회
제20회 KBS119상 시상식은 국민안전처 조송래 중앙소방본부장과 조대현 KBS사장, 박영문 KBS미디어사장, 김정남 동부화재 사장을 비롯한 수상자, 가족, 소방공무원 등 500여명이 참석한 가운데 개최되었다. 대상은 울산동부소방서 지방소방장 박미영 대원에게 돌아 갔으며 그녀는 지방소방위로 1계급 특별승진하는 포상을 받았다. 봉사상은 의정부 아파트 화재 당시 '동아줄 의인'으로 알려진 이승선,  공로상은 순직·공상 소방공무원을 지원하고 및 자살예방 생명의 전화를 설치·운영한 생명보험사회공헌재단이 수상하였다. 동부화재에서 주는 특별상은 경기 수원소방서, 경남 소방항공구조구급대가 각각 받았다.
대상 및 본상
| 구분 | 소속            | 계급       | 성명   | 분야 | 비고 |
| ---- | --------------- | ---------- | ------ | ---- | ---- |
| 중앙 | 중앙119구조본부 | 소방장     | 김동진 | 구조 |      |
| 서울 | 노원소방서      | 지방소방장 | 서영수 | 구조 |      |
| 서울 | 중부소방서      | 지방소방장 | 원종선 | 구급 | 여성 |
| 부산 | 남부소방서      | 지방소방장 | 배용근 | 구조 |      |
| 대구 | 달서소방서      | 지방소방장 | 조성운 | 구조 |      |
| 인천 | 인천남동소방서  | 지방소방장 | 문영현 | 구조 |      |
| 광주 | 광주서부소방서  | 지방소방장 | 이영곤 | 구조 |      |
| 대전 | 대전남부소방서  | 지방소방장 | 김지상 | 구조 |      |
| 울산 | 울산동부소방서  | 지방소방장 | 박미영 | 구급 | 여성 |
| 경기 | 광명소방서      | 지방소방장 | 이정우 | 구조 |      |
| 경기 | 성남소방서      | 지방소방장 | 김해자 | 구급 | 여성 |
| 경기 | 고양소방서      | 지방소방교 | 조현제 | 구급 |      |
| 강원 | 동해소방서      | 지방소방장 | 전억중 | 구급 |      |
| 충북 | 증평소방서      | 지방소방장 | 조대영 | 구조 |      |
| 충남 | 소방본부        | 지방소방장 | 이광복 | 구조 |      |
| 전북 | 전주덕진소방서  | 지방소방장 | 한금래 | 구급 | 여성 |
| 전남 | 광양소방서      | 지방소방장 | 전현숙 | 구급 | 여성 |
| 경북 | 안동소방서      | 지방소방장 | 김경순 | 구급 | 여성 |
| 경남 | 거제소방서      | 지방소방장 | 김정동 | 구조 |      |
| 제주 | 제주동부소방서  | 지방소방장 | 임상률 | 구조 |      |
| 창원 | 마산소방서      | 지방소방장 | 신흥기 | 구조 |      |

기타상
| 종류   | 훈격             | 수상                                |
| ------ | ---------------- | ----------------------------------- |
| 봉사상 | 국민안전처장관상 | 생명보험사회공헌재단                |
| 특별상 | 동부화재사장     | 경기 수원소방서 경남 항공구조구급대 |
| 공로상 | 국민안전처장관상 | 이승선                              |

제21회
2016년 4월 22일 제21회 ‘KBS119상 시상식이 KBS 본관 스튜디오에서 개최되었다. 조송래 중앙소방본부장, 고대영 KBS사장, 김정남 동부화재 사장을 비롯한 수상자 가족, 동료 소방공무원 등 300여명이 참석하였다. 서울 광진소방서 이용진 대원이 대상을 수상하고  지방소방위로 1계급 특진하였다.
대상 및 본상
| 구분     | 소속            | 계급   | 성명   | 분야 | 비고 |
| -------- | --------------- | ------ | ------ | ---- | ---- |
| 중앙     | 중앙119구조본부 | 소방교 | 김경호 | 구조 |      |
| 서울     | 광진소방서      | 소방장 | 이용진 | 구조 | 대상 |
| 서울     | 용산소방서      | 소방장 | 우승희 | 구급 |      |
| 부산     | 해운대소방서    | 소방교 | 이명진 | 구급 |      |
| 대구     | 수성소방서      | 소방장 | 노구민 | 구급 |      |
| 인천     | 부평소방서      | 소방교 | 조용운 | 구급 |      |
| 광주     | 광주북부소방서  | 소방장 | 박명호 | 구급 |      |
| 대전     | 대전중부소방서  | 소방장 | 김은애 | 구급 |      |
| 울산     | 온산소방서      | 소방장 | 김동규 | 구조 |      |
| 세종     | 남부대응단      | 소방장 | 김용성 | 구조 |      |
| 경기     | 시흥소방서      | 소방장 | 임성욱 | 구조 |      |
| 경기     | 오산소방서      | 소방장 | 김현미 | 구급 |      |
| 경기북부 | 포천소방서      | 소방장 | 송호민 | 구조 |      |
| 강원     | 동해소방서      | 소방장 | 신재학 | 구조 |      |
| 충북     | 제천소방서      | 소방장 | 유정윤 | 구급 |      |
| 충남     | 부여소방서      | 소방장 | 김종현 | 구급 |      |
| 전북     | 전주완산소방서  | 소방장 | 유기열 | 구조 |      |
| 전남     | 보성소방서      | 소방장 | 최용일 | 구조 |      |
| 경북     | 문경소방서      | 소방장 | 성기환 | 구조 |      |
| 경남     | 김해동부소방서  | 소방장 | 최은영 | 구급 |      |
| 제주     | 제주소방서      | 소방교 | 양혁   | 구급 |      |

기타상
| 종류   | 훈격             | 수상                                                  |
| ------ | ---------------- | ----------------------------------------------------- |
| 봉사상 | 국민안전처장관상 | 순천향대 천안병원 응급의학과 교수 문형준              |
| 특별상 | 동부화재사장     | 경상남도 마산소방서 경기도 평택소방서 포승119안전센터 |
| 공로상 | 국민안전처장관상 | 길병원 재난의료팀장 우재혁                            |

제22회
제22회 ‘KBS119상 시상식’이 2017년 4월 21일 KBS 공개홀에서 개최되었다. 행사는 조송래 중앙소방본부장, 고대영 KBS 사장, 김정남 동부화재 사장, 수상자 가족, 동료 소방공무원 등 300여 명이 참석한 가운데 진행되었다. 대상은 2012년 구미 불산누출사고 때 현장 진입 후 밸브를 직접 차단하여 사고 확대를 막은 중앙119구조본부 소속 김주관 소방장이 수상하였다.
대상 및 본상
| 소속                                | 계급       | 성명   | 생년월일 | 분야 | 비고 |
| ----------------------------------- | ---------- | ------ | -------- | ---- | ---- |
| 중앙119구조본부 수도권119특수구조대 | 소방장     | 김주관 | 1973년생 | 구조 | 대상 |
| 노원소방서                          | 지방소방장 | 홍광섭 | 1972년생 | 구조 |      |
| 서울중부소방서                      | 지방소방장 | 배민수 | 1972년생 | 구급 |      |
| 해운대소방서                        | 지방소방장 | 안성언 | 1973년생 | 구조 |      |
| 수성소방서                          | 지방소방장 | 이진   | 1963년생 | 구조 |      |
| 인천남부소방서                      | 지방소방교 | 최진헌 | 1982년생 | 구조 |      |
| 광산소방서                          | 지방소방장 | 이상길 | 1975년생 | 구조 |      |
| 대전북부소방서                      | 지방소방장 | 김기철 | 1972년생 | 구조 |      |
| 울산동부소방서                      | 지방소방장 | 김학수 | 1974년생 | 구급 |      |
| 이천소방서                          | 지방소방장 | 이치수 | 1977년생 | 구조 |      |
| 평택소방서                          | 지방소방장 | 연향숙 | 1971년생 | 구급 |      |
| 의정부소방서                        | 지방소방사 | 진옥진 | 1981년생 | 구급 |      |
| 강릉소방서                          | 지방소방장 | 김재현 | 1973년생 | 구급 |      |
| 청주서부소방서                      | 지방소방장 | 이희철 | 1973년생 | 구조 |      |
| 충청남도 소방본부 119광역기동단     | 지방소방장 | 백정호 | 1976년생 | 구조 |      |
| 부안소방서                          | 지방소방장 | 한경숙 | 1970년생 | 구급 |      |
| 순천소방서                          | 지방소방장 | 임미란 | 1972년생 | 구급 |      |
| 경산소방서                          | 지방소방교 | 이성철 | 1978년생 | 구급 |      |
| 김해소방서                          | 지방소방장 | 김용우 | 1976년생 | 구조 |      |
| 서귀포소방서                        | 지방소방장 | 김현진 | 1975년생 | 구조 |      |
| 마산소방서                          | 지방소방장 | 허경임 | 1979년생 | 구급 |      |

기타상
| 종류   | 훈격             | 수상                                                                          |
| ------ | ---------------- | ----------------------------------------------------------------------------- |
| 봉사상 | 국민안전처장관상 | 故 안치범 의인                                                                |
| 특별상 | 동부화재사장     | 국민안전처 중앙119구조본부 수도권119특수구조대 경기도 재난안전본부 특수대응단 |
| 공로상 | 국민안전처장관상 | 이화여자대학교 의과대학 부속 이대목동병원 한철                                |

제23회
제23회 KBS119상 수상자 가족들이 포상으로 주어진 특별격려 해외문화탐방 기간(2018. 4. 20.～24.) 중 라오스 방비엔 지역 소재 방비엔고아원을 21일 방문하여 봉사 활동을 벌였다.
대상 및 본상
| 소속                               | 계급       | 성명   | 생년월일    | 분야 | 비고 |
| ---------------------------------- | ---------- | ------ | ----------- | ---- | ---- |
| 익산소방서                         | 지방소방장 | 강현도 | 1974.02.15. | 구조 | 대상 |
| 중앙119구조본부 영남119특수구조대  | 소방교     | 이영민 | 1983.03.27. | 구조 |      |
| 서울특별시 119특수구조단           | 지방소방장 | 강일식 | 1972.11.21. | 구조 |      |
| 강동소방서                         | 지방소방장 | 신미애 | 1976.05.05. | 구급 |      |
| 대구강서소방서                     | 지방소방장 | 심진섭 | 1970.11.24. | 구급 |      |
| 계양소방서                         | 지방소방장 | 박철은 | 1976.01.08. | 구급 |      |
| 광주동부소방서                     | 지방소방장 | 정범준 | 1976.12.13. | 구급 |      |
| 대전북부소방서                     | 지방소방장 | 김호영 | 1978.11.28. | 구급 |      |
| 울산광역시 소방본부 특수화학구조대 | 지방소방장 | 김신규 | 1975.07.20. | 구조 |      |
| 부천소방서                         | 지방소방교 | 구민회 | 1984.07.11. | 구조 |      |
| 수원소방서                         | 지방소방장 | 신영곤 | 1978.01.07. | 구급 |      |
| 남양주소방서                       | 지방소방장 | 강동규 | 1972.01.18. | 구조 |      |
| 춘천소방서                         | 지방소방장 | 이상근 | 1972.08.18. | 구조 |      |
| 청주서부소방서                     | 지방소방장 | 박지영 | 1978.10.31. | 구급 |      |
| 부여소방서                         | 지방소방장 | 이정행 | 1976.04.27. | 구급 |      |
| 광양소방서                         | 지방소방장 | 양달승 | 1975.03.19. | 구조 |      |
| 안동소방서                         | 지방소방장 | 권기원 | 1979.02.20. | 구조 |      |
| 양산소방서                         | 지방소방장 | 황성욱 | 1974.01.25. | 구급 |      |
| 서귀포소방서                       | 지방소방장 | 김미애 | 1979.01.29. | 구급 |      |
| 창원소방서                         | 지방소방교 | 송동훈 | 1984.09.15. | 구조 |      |
| 세종소방서                         | 지방소방장 | 신경화 | 1976.10.17. | 구급 |      |

기타상
| 종류   | 훈격         | 수상                                             |
| ------ | ------------ | ------------------------------------------------ |
| 봉사상 | 소방청장상   | 이양섭                                           |
| 특별상 | 동부화재사장 | 국회 행정안전위원회 유재중의원실 윤위 평창소방서 |
| 공로상 | 소방청장상   | 이승선                                           |

제24회
2019년 4월 23일 KBS TV 공개홀에서 제24회 KBS 119상 시상식이 생방송으로 개최되었다. 정문호 소방청장, 양승동 KBS사장, 김정남 DB손해보험사장, 수상자 가족, 동료 소방공무원 등 400여명이 참석했다. 대상은 부평소방서 양승용 소방관이 수상하였다. 그는 집중호우로 지하 30m 터널 지하철공사장에 빗물이 3m 정도 차오른 상황에서 300m을 수영하여 고립된 7명을 안전하게 구조했다.
대상 및 본상
| 소속                              | 계급       | 성명   | 생년월일 | 분야     | 비고 |
| --------------------------------- | ---------- | ------ | -------- | -------- | ---- |
| 부평소방서                        | 지방소방장 | 양승용 | 72.09.28 | 구조     | 대상 |
| 중앙119구조본부 호남119특수구조대 | 소방장     | 정용진 | 80.12.04 | 구조     |      |
| 광진소방서                        | 지방소방장 | 김종수 | 73.09.18 | 구조     |      |
| 용산소방서                        | 지방소방장 | 김종준 | 70.03.23 | 생활안전 |      |
| 사하소방서                        | 지방소방장 | 조지훈 | 75.03.23 | 구조     |      |
| 수성소방서                        | 지방소방장 | 정재욱 | 76.05.12 | 구조     |      |
| 광주특수구조단                    | 지방소방장 | 황준호 | 78.06.21 | 구조     |      |
| 대전서부소방서                    | 지방소방장 | 오성용 | 73.12.12 | 생활안전 |      |
| 울산중부소방서                    | 지방소방장 | 정재환 | 76.05.21 | 구조     |      |
| 경기특수대응단                    | 지방소방장 | 김광중 | 78.06.29 | 구조     |      |
| 김포소방서                        | 지방소방사 | 유성빈 | 88.12.27 | 생활안전 |      |
| 의정부소방서                      | 지방소방장 | 오교신 | 76.08.05 | 구조     |      |
| 강원특수구조단                    | 지방소방장 | 박종선 | 75.03.26 | 구조     |      |
| 괴산소방서                        | 지방소방장 | 안병근 | 72.10.17 | 구조     |      |
| 아산소방서                        | 지방소방장 | 서진혁 | 76.01.18 | 구조     |      |
| 정읍소방서                        | 지방소방장 | 한성태 | 73.08.13 | 구조     |      |
| 무안소방서                        | 지방소방장 | 안동진 | 79.06.19 | 구조     |      |
| 영주소방서                        | 지방소방장 | 정영관 | 74.02.01 | 구조     |      |
| 김해서부소방서                    | 지방소방장 | 신정철 | 79.12.01 | 구조     |      |
| 제주소방서                        | 지방소방장 | 김용성 | 77.12.20 | 구조     |      |
| 세종소방서                        | 지방소방장 | 윤종혁 | 76.01.20 | 구조     |      |

기타상
| 종류   | 훈격             | 수상                    | 공적                      |
| ------ | ---------------- | ----------------------- | ------------------------- |
| 봉사상 | 소방청장상       | 육군 701특공연대 황수용 | 한강 투신 여고생 인명구조 |
| 특별상 | DB손해보험사장상 | 베스티안재단            | 소방공무원 복지향상 기여  |
| 특별상 | DB손해보험사장상 | 홍천소방서              | 하모니빌라 인명구조 유공  |
| 공로상 | 소방청장상       | 중앙119구조본부 정철이  | 인명구조사 제도 운영      |